# Metr krychlový za sekundu
Metr krychlový za sekundu (zkratkou m3·s−1, m3/s) je jednotka objemového průtoku představující objem tekutiny, který proteče za jednotku času. Vyjadřuje například jednotku hltnosti turbín.
{\displaystyle Q={\frac {V}{t}}=\left[{\frac {m^{3}}{s}}\right]}
nebo také
{\displaystyle Q(t)={\frac {dV(t)}{dt}}={\dot {V}}(t)}
({\displaystyle Q} objemový průtok, {\displaystyle V} objem, {\displaystyle t} čas, {\displaystyle dV/dt} derivace objemu podle času)